# SchUM-Städte

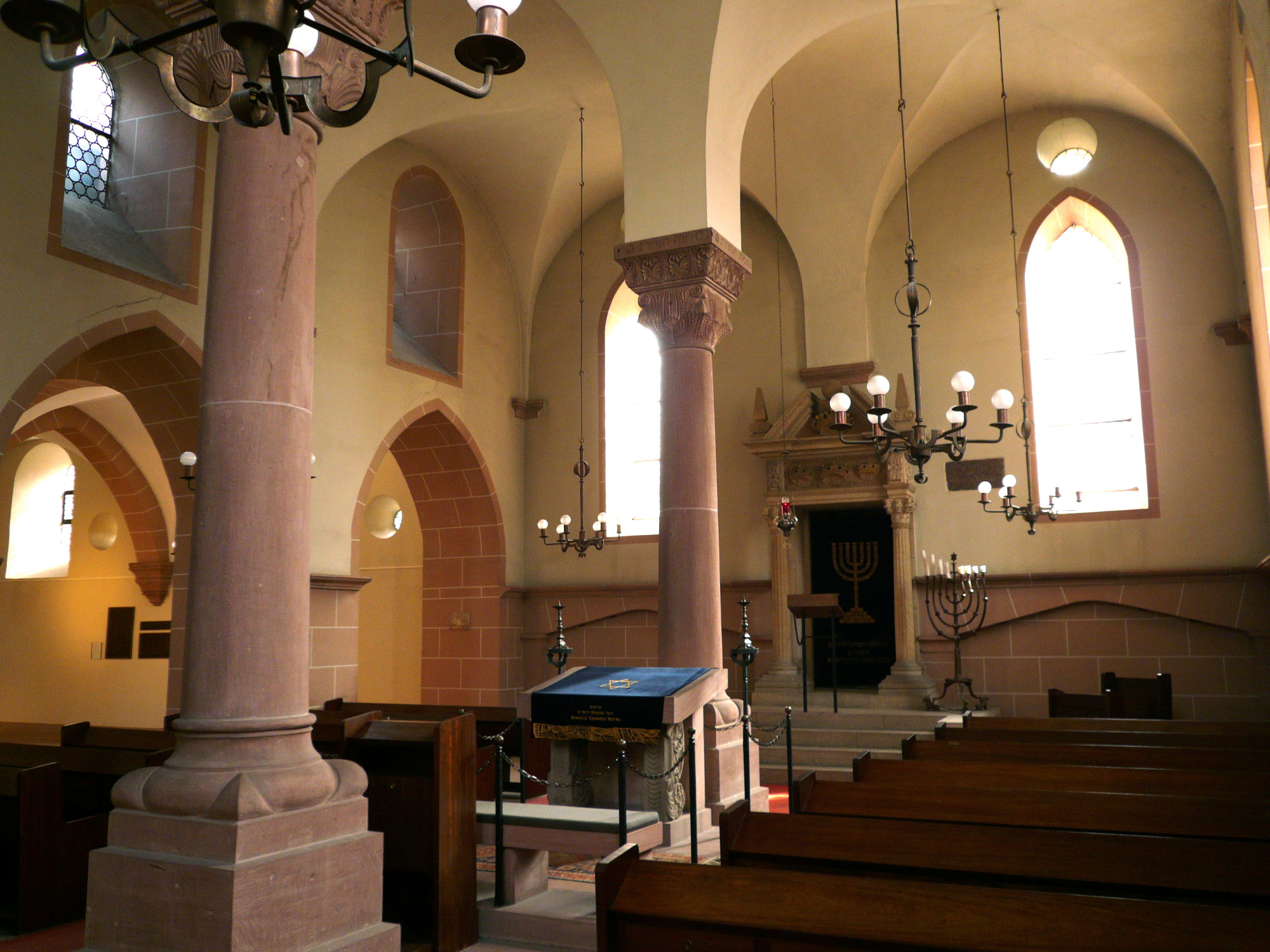
Synagoge Worms, Teil des UNESCO-Welterbes SchUM (innen, um 2016)

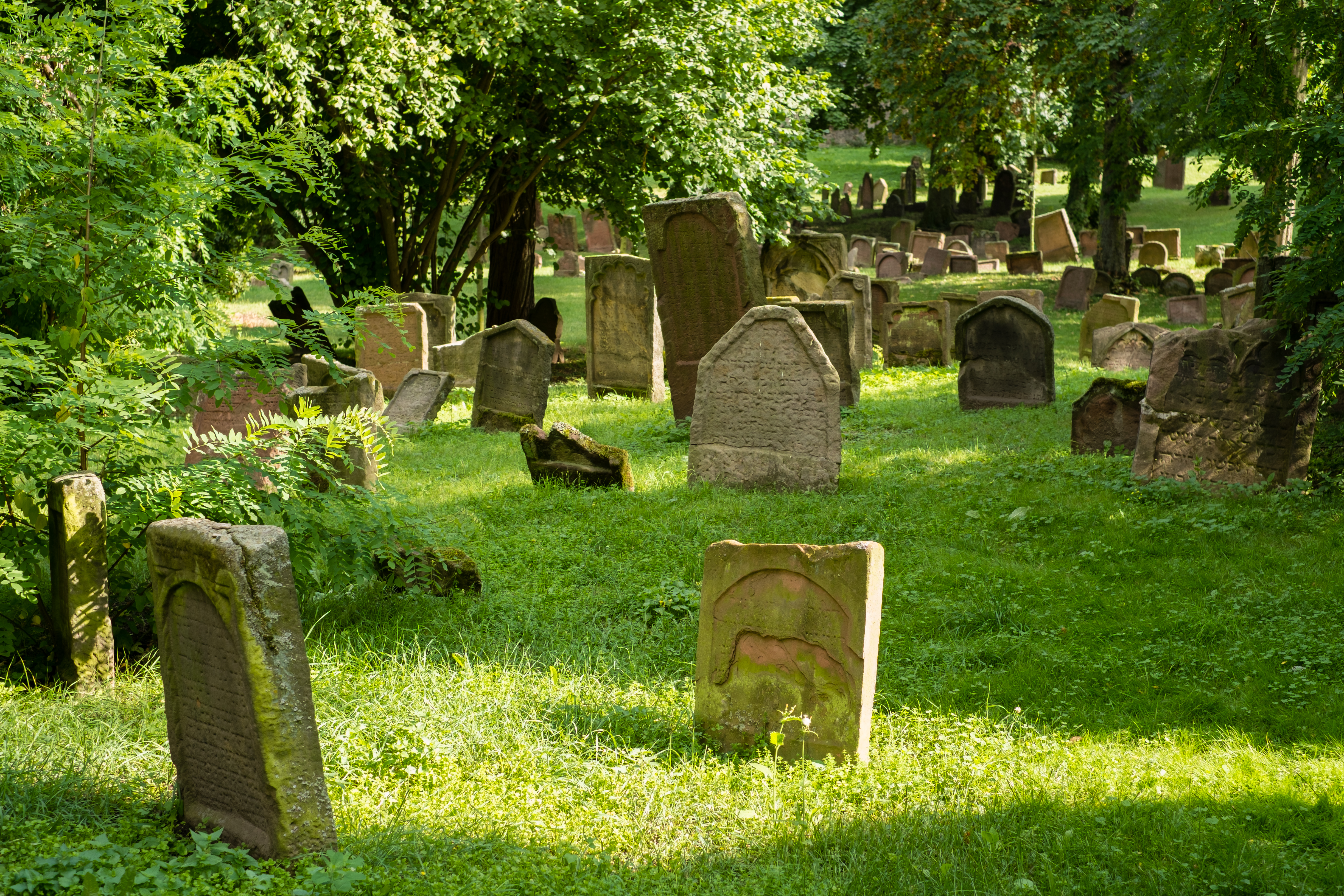
Heiliger Sand in Worms, Teil des UNESCO-Welterbes SchUM

Als SchUM (auch SCHUM, hebräisch שו״ם oder שו״מ) wird der Verbund bezeichnet, den die jüdischen Gemeinden der oberrheinischen Städte Speyer, Worms und Mainz im Mittelalter bildeten. In hebräischen Quellen werden diese seit dem 12. Jahrhundert als Kehillot (= Gemeinden) Spira, Warmaisa, Magenza oder auch als „die Heiligen Gemeinden“ benannt.
SchUM mit Mainz als Muttergemeinde wurde zu einem besonderen Bund, der seine herausragende Stellung in Aschkenas (= Deutschland) durchaus betonte. Der Verbund beeinflusste die Architektur von Synagogen und Mikwaot (Mikwen); prägte zutiefst Kultur, religiöse Strömungen und die halachische Rechtsprechung der mittel- und osteuropäischen jüdischen Diaspora. Bis heute zeugen Synagogen, jüdische Friedhöfe und Ritualbäder gemeinsam mit der religiösen Überlieferung von der immensen Bedeutung der SchUM-Städte. Das Ansehen der Gemeinden ist seit dem Mittelalter in der jüdischen Welt ungebrochen.
Die Bedeutung und Erhabenheit der mittelalterlichen Gemeinden in SchUM spiegelt sich heute wider in den archäologisch nachgewiesenen oder wiederaufgebauten Bauten sowie in den nach wie vor praktizierten religionspraktischen Überlieferungen.
Das jüdische Erbe in diesen Städten am Rhein ist einzigartig, weltweit bekannt und lebendiger Bestandteil des aschkenasischen Judentums: Seit dem 27. Juli 2021 sind die SchUM-Stätten von Speyer, Worms und Mainz eingeschriebenes UNESCO-Weltkulturerbe. Der Monumentenantrag berücksichtigte zwar auch das geistige Erbe, dieses ist jedoch nicht ausschlaggebend gewesen für die Einschreibung.
Baulich zählen zu diesem UNESCO-Welterbe in Speyer als Ensemble das Gemeindezentrum Judenhof mit Mikwe, Synagoge, Frauenschul, Synagogenhof und archäologischer Jeschiwa; in Worms das Ensemble Gemeindezentrum Synagogenbezirk mit Synagoge, Frauenschul, Judenratsstube mit Vorhalle zur Frauenschul, „Raschi-Jeschiwa“, Synagogenhof, Mikwe und den mittelalterlichem Fundamenten des einstigen Gemeindehauses (heute Raschi-Haus mit Jüdischem Museum, Stadtarchiv sowie Unterer Denkmalpflege), sowie der alte jüdische Friedhof „Heiliger Sand“. In Mainz ist es der alte jüdische Friedhof „auf dem Judensand“ mit dem einzigartigen Denkmalfriedhof.
Um diesem Erbe weltweit Anerkennung zu verleihen, engagierte sich das Land Rheinland-Pfalz seit 2004 gemeinsam mit den drei Städten und den jüdischen Gemeinden in Mainz und Speyer sowie dem Landesverband der Jüdischen Gemeinden Rheinland-Pfalz und dem SchUM-Städte e. V. dafür, dass die SchUM-Stätten am 27. Juli 2021 zum UNESCO-Weltkulturerbe ernannt werden konnten.

## Wortbedeutung
Das Wort SchUM ist ein Akronym aus den hebräischen Anfangsbuchstaben der mittelalterlichen, auf die hebräische Sprache zurückgehenden Namen der drei Städte:
- Schin (Sch ש) für Schpira (Speyer),
- Waw (U ו) für Warmaisa (Worms) und
- Mem (M מ) für Magenza (Mainz).

## Geschichte

### Mittelalter

#### Entstehung

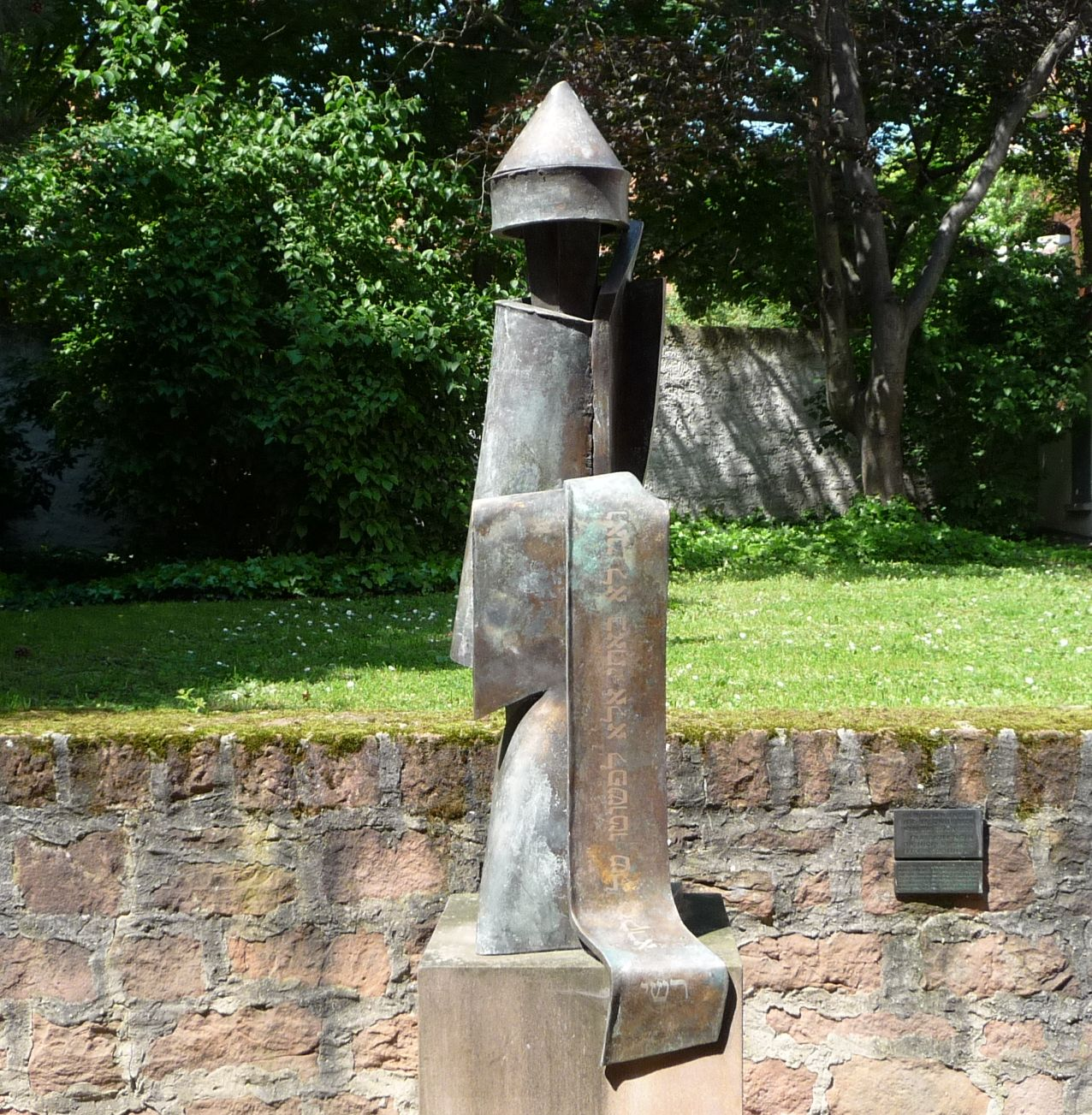
Raschi-Skulptur vor der Synagoge Worms

Seit dem 10. Jahrhundert bildeten sich am Rhein jüdische Gemeinden, in Mainz Mitte des 10. Jahrhunderts, in Worms um 1000 und in Speyer spätestens 1084. Diese jüdischen Gemeinden (Kehillot) entstanden vermutlich durch die Ansiedlung jüdischer Fernhändler aus Italien und Frankreich, die enge Verbindungen zueinander unterhielten. Zu ihnen gehörten u. a. Mitglieder der bedeutenden italienischen Familie der Kalonymiden, die zu den Gründungsmitgliedern der Gemeinden in Mainz und Speyer und später zu den führenden jüdischen Familien entlang des Rheins zählten. Auch religiöse Gelehrte ließen sich früh in den Rheinstädten nieder. Bereits Anfang des 11. Jahrhunderts stand der aus Metz stammende Gelehrte Gerschom ben Jehuda (geb. um 960 in Metz, gest. 1028 oder 1040 in Mainz) einer Talmudakademie vor, die als religiöses und geistliches Zentrum in Aschkenas galt. Als Die Weisen von Speyer wird eine Gruppe der zehn berühmtesten Gelehrten der Talmudschule in Speyer bezeichnet, die 1084 im Jahr der Ansiedlung der Jüdischen Gemeinde Speyer durch Bischof Rüdiger Huzmann mitbegründet wurde. Zu ihnen gehört Samuel ben Qalonymus he-Chasid.
Die engen Verbindungen der drei Gemeinden untereinander führten zu einem regen intellektuellen Austausch und so entwickelten sich die SchUM-Städte zur Wiege des aschkenasischen Judentums. Aus allen Teilen Europas kamen Studenten, um bei den Gelehrten aus SchUM zu lernen. Es wurden Religionsgesetze formuliert, die teilweise bis heute im Judentum verbindlich sind, etwa das Verbot der Vielehe.
Einer der berühmtesten Gelehrten, die in SchUM studierten, Schlomo ben Jizchak, genannt Raschi, kam aus Frankreich nach Worms und Mainz. Ruhm erlangte er vor allem mit seinen Kommentaren zur hebräischen Bibel (Tanach) und zum babylonischen Talmud. Raschis Kommentare sind in nahezu jeder gedruckten hebräischen Bibel zu finden. Der Ruhm vor allem des jüdischen Worms geht wesentlich auf Raschi und seinen Kommentar zurück, obgleich er dort nur wenige Jahre verbrachte.
„Aus Worms leuchtete einst ein hehres Licht Israels, der grosse Lehrer der Thora – Rasi, dessen Wort unvergänglich bleibt, solange sich das Judentum für Gottes Wort bekennt, solange Juden auf der Erde vor Gottes Antlitz stehen werden.“

#### Versammlungen der SchUM-Gemeinden
Ein Mittel der Kommunikation der führenden Personen der SchUM waren Versammlungen, in denen gemeinsame Angelegenheiten besprochen wurden. Quellenmäßig belegt sind Versammlungen
- 1120[13] – außer den Vertretern der SchUM-Gemeinden waren auch Mitglieder der Gemeinden Köln, Boppard und Hornbach anwesend.
- 1160[14] und
- zwischen 1165 und 1197.[15]
- Eine weitere, in der älteren Literatur für 1196 angenommene, Versammlung beruht auf einem Fehler in der Lesung der Quelle.[16]
- 1220[17] in Mainz,
- 1223[18],
- zwischen 1286 und 1291[Anm. 1],
- ca. 1300 in Worms[19],
- 1306/07 in Worms[Anm. 2] und
- 1381.[20]

Anzunehmen sind weitere Versammlungen, zu denen Quellen aber nicht mehr existieren.

#### Taqqanot Qehillot SchUM
Diese Versammlungen wurden auch dazu genutzt, eine gemeinsame Rechtsgrundlage zu schaffen. Ergebnis war in mehreren Redaktionsdurchgängen, die mit der Versammlung 1220 begannen, eine gemeinsame Sammlung von Taqqanot („Rechtssatzungen“), die die Gemeinden für sich als verbindlich erklärten.
Auf dem Gebiet des jüdischen Rechts übernahmen die Kehillot SchUM damit eine Vorreiterrolle im europäischen Judentum. Die Taqqanot Qehillot Šum sind die umfangreichste Sammlung jüdischer Gemeindesatzungen aus dem aschkenasischen Mittelalter. Jedes Gemeindemitglied musste die Rechtsgültigkeit unter Androhung des Banns anerkennen. Die Taqqanot Qehillot Šum trugen wegen der daran beteiligten großen Gelehrten dazu bei, dass das rheinische Judentum für seine Schriften zur Rechtsprechung berühmt wurde und bis heute mit jüdischer Gelehrsamkeit verknüpft wird. Bis heute findet sich auch auf jeder aschkenasischen Ketubba (Ehevertrag) ein Verweis auf die Taqqanot Qehillot Šum.

#### Verfolgungen und Zerstörungen
Die SchUM-Gemeinden am Rhein wurden wiederholt Ziele von Gewalt, Pogromen und völliger Zerstörung.
Im Umfeld des ersten Kreuzzugs kam es zu einem „Volkskreuzzug“: Menschen aus Westeuropa – vor allem aus verarmten Unterschichten – sahen das als Chance, eine Alternative aus ihrer hoffnungslosen Lebenssituation in einer seit 1090 anhaltenden Hungerperiode zu finden. Bereits im April 1096 bildete sich daraus ungeplant eine Massenbewegung, die eigenständig nach Jerusalem aufbrechen wollte, sich zunächst aber mordend und plündernd gegen die jüdischen Gemeinden im Rheintal, angrenzenden Gebieten und entlang der Donau wandte. Diese Serie von Pogromen 1096 haben in der jüdischen Erinnerung als „Geserot Tatnu“ sowie in mittelalterlichen liturgischen Dichtungen tiefe Spuren hinterlassen. 
Am 3. Mai 1096 zog der Mob durch Speyer. 11 Menschen starben. 
Während es dem Bischof in Speyer gelang, die Jüdische Gemeinde Speyer größtenteils zu schützen, entglitt die Lage in Worms und Mainz der Obrigkeit völlig und jeweils mehrere hundert Juden wurden ermordet. 
In Mainz erlitten die Juden am 27. und 28. Mai 1096 das gleiche Schicksal. Auch diese Gemeinde wurde völlig ausgelöscht. Zwar kehrten die ersten Juden bereits 1097 nach Mainz zurück, doch erreichte die Mainzer Gemeinde nie wieder den herausragenden Status wie vor den Massakern.
Mit den folgenden Kreuzzügen kam es erneut zu Pogromen und Zerstörungen in den SchUM-Städten, wenn auch in geringerem Umfang. Bekannt ist insbesondere der Überfall auf die Familie des Wormser Gelehrten Eleasar ben Juda ben Kalonymos („Rokeach“) im Jahr 1196, dem seine Frau und seine beiden Töchter zum Opfer fielen, worüber Eleasar selbst einen Bericht und ein poetisches Klagelied verfasste. Berühmt ist das darin enthaltene Lob auf seine Frau Dulza.
Im Zuge der Judenverfolgungen zur Zeit des Schwarzen Todes zwischen 1348 und 1351, angefeuert von der judenfeindlichen Beschuldigung der Brunnenvergiftung, kam es am 30. Januar 1349 in Worms zu gewaltsamen Ausschreitungen. Der Synagogenbezirk samt Judengasse wurde in Brand gesteckt und rund 400 Juden erschlagen. Bei den Pestpogromen in Mainz und Speyer wurden auch die dortigen jüdischen Gemeinden völlig zerstört. Somit endete Mitte des 14. Jahrhunderts die Blütezeit des SchUM-Verbundes.
Juden kehrten zwar zu unterschiedlichen Zeiten in alle drei Städte zurück und belebten die Gemeinden neu. Doch von Worms abgesehen war die Kontinuität von Lehren und Lernen sowie die Bedeutung für und in Aschkenas gebrochen.

### Spätmittelalter und Frühe Neuzeit
In Speyer lebten bereits ab den 1350er Jahren wieder Juden. Wiederkehrende Vertreibungen führten jedoch zum Niedergang der Gemeinde, deren Lebensumstände sich stetig verschlechterten. Im 15. Jahrhundert war die Wirtschaftskraft der Juden in Speyer so weit gesunken, dass die Stadt zunehmend das Interesse an der Schutzherrschaft über sie verlor und sich der Juden entledigte. Im 16. Jahrhundert lebten nur noch vereinzelt Juden in Speyer. Der jüdische Friedhof war an Christen verpachtet worden, die Synagoge wurde zum Zeughaus und Grabsteine zum Teil für den Brücken- und Mauerbau verwendet.
Auch in Mainz siedelten sich nach den Pestpogromen bereits vor 1360 wieder Juden an. Im frühen 15. Jahrhundert erlangte die Talmudschule des Jakob ben Mose HaLevi Molin („MaHaRIL“) noch einmal großes überregionales Ansehen. Die bedeutende Zeit der Gemeinde war jedoch vorbei, und die geistige Führung in Aschkenas ging auf jüdische Gelehrte bspw. in Österreich über. Mit den Vertreibungen der Juden aus Mainz in den Jahren 1438 und 1471 war Magenza, die Muttergemeinde von SchUM, Geschichte. Mainzer Juden fanden mit anderen jüdischen Flüchtlingen aus anderen deutschen Orten Zuflucht in Polen-Litauen, in Oberitalien und in der Levante.
Im Gegensatz zu den meisten jüdischen Gemeinden deutscher Städte wurden die Juden von Worms bis zur Zeit des Nationalsozialismus nicht dauerhaft aus der Stadt vertrieben. Die größte Unterbrechung dieser Kontinuität war die Zerstörung von Worms im Pfälzischen Erbfolgekrieg durch Truppen König Ludwig XIV. am 31. Mai 1689. Die Gemeinde musste, wie alle anderen Wormser auch, die Stadt verlassen und es dauerte bis 1699, bevor sie wieder in die Stadt zurückkehren konnte.
Mehrere „Reichsrabbiner“ des 15. und 16. Jahrhunderts lebten in der Stadt, und noch bis ins 17. Jahrhundert genoss die Gemeinde den Ruf als Zentrum der Gelehrsamkeit. Beispiele dafür sind Elia ben Mose Loanz, genannt „Baal Schem“ (gest. 1636), der aus Fulda nach Worms zog, und Jair Chajim Bacharach (gest. 1702). Die in jiddischer Sprache erstmals 1696 gedruckten „Wundergeschichten“ (Maase Nissim) – des Wormser Gemeindedieners Juspa Schammes (gest. 1678) – zeugen davon, dass die Erinnerung an das „alte Aschkenas“ in Worms besonders lebendig blieb und tradiert wurde.

### Neuzeit

#### Emanzipation
Mitte des 19. Jahrhunderts erreichte der Anteil der Juden an der Wormser Bevölkerung einen zweistelligen Wert. In Speyer und Mainz blieben die prozentualen Bevölkerungsanteile stets einstellig, in Rheinhessen und der Pfalz im Durchschnitt ebenfalls.
Juden waren spätestens ab den 1860er Jahren rechtlich endgültig mit den anderen deutschen Bürgern gleichgestellt, bis zum Ersten Weltkrieg waren die meisten akkulturiert oder sogar assimiliert. Viele Juden gehörten dem Bürgertum an. „Aus einer Bevölkerungsgruppe, deren Mitglieder wegen jahrhundertealter vielfältiger Benachteiligungen noch anfangs des 19. Jahrhunderts überproportional den unteren sozialen Schichten angehörten, war innerhalb von zwei Generationen eine Bevölkerungsgruppe geworden, deren Mitglieder nun überproportional den gehobenen sozialen Schichten zuzuordnen waren.“ Ihre Verbundenheit mit dem deutschen Staat kam z. B. in der Mitgliedschaft im Central-Verein deutscher Staatsbürger jüdischen Glaubens zum Ausdruck.
Im jüdischen Gedächtnis (auch der nachemanzipatorischen Ära) blieb SchUM ein Begriff und stand exemplarisch für das Zentrum und die Blütezeit des aschkenasischen Judentums im Mittelalter. In der Erinnerung wurden aus den jüdischen Gemeinden in SchUM und den damit ikonografisch verbundenen Orten vor allem in Worms und Mainz ideale jüdische Orte. Die SchUM-Städte mit ihren Monumenten wurden als Anknüpfungspunkte an die jahrhundertelange Geschichte der Juden in Deutschland und die eigene Verortung als deutsche Juden wichtig. Die Wiederentdeckung der Monumente und ihre archäologische, kulturhistorische sowie architektonische Erkundung im Zuge der Wissenschaft des Judentums sowie der allgemeinen historischen Forschung u. a. zum Mittelalter machte die Bauwerke und ihre Geschichte weit und breit bekannt. Sie wurden zunehmend touristisch interessant und zogen Juden, aber auch interessierte Nichtjuden in ihren Bann.

#### Nach 1933: Holocaust
Durch die NS-Diktatur wurden das jüdische Leben und die fast 1000-jährige jüdische Tradition am Rhein nahezu völlig zerstört. Ab 1933 wanderten viele Juden aus und verließen die SchUM-Städte. Diejenigen, die in ihrer als Heimat empfundenen Stadt blieben oder aufgrund von wirtschaftlicher Not keine Chance zur Flucht hatten, wurden ab 1942 deportiert und die meisten ermordet.
Entlang des Rheins wurden in den Novemberpogromen ab dem 9. November 1938 Synagogen, Geschäfte jüdischer Inhaber, Wohnhäuser, jüdische Schulen und weitere Gemeindeeinrichtungen angegriffen. Viele der Bauten wurden verwüstet oder gänzlich zerstört. In Speyer wurde am 10. November 1938 die 1837 erbaute Synagoge angezündet; sie brannte nieder.
In Worms brannte die aus dem Mittelalter stammende alte Synagoge samt Frauenschul am selben Tag. Das erste Feuer konnte von Gemeindemitgliedern noch gelöscht werden, die zweite Brandstiftung einige Stunden später jedoch zerstörte die Gebäude. Die Mikwe wurde schwer beschädigt; eine Säule wurde zerschlagen, zudem eine Wand im Inneren zerstört und Steine daraus in das Wasserbecken geworfen.
Auch in Mainz wurden Juden bzw. die Jüdische Gemeinde angegriffen. Die neue Hauptsynagoge, erst 1911/12 in der Mainzer Neustadt errichtet, wurde am 10. November 1938 durch Brandstiftung zerstört. Die damals 14-jährige Elsbeth Gaertner erinnerte sich 1996 an diesen Tag: „Mein Vater, eine Freundin, die nebenan wohnte, und ich gingen zu der Synagoge an der Hindenburgstraße. Feuerwehrleute standen da auch, schauten sich das Ganze an, schützten die Wohnhäuser nebenan. Mein Vater wusste, dass dies der Anfang des absoluten Endes sein musste. Der Mob tobte sich auf den Straßen aus, auch Schulkinder. Es wurde zerstört und geplündert.“
Das nationalsozialistische Deutschland wandte sich gegen Juden und jüdische Kultur, jüdische Bücher und jüdische Bauten. Nach den Büchern und den Synagogen fielen die Menschen dem Furor zum Opfer. Die jüdischen Gemeinden der drei SchUM-Städte wurden in der Shoah ausgelöscht. Zuerst durch Ausgrenzung und darauffolgende Vertreibung ins Exil, danach durch systematische Verfolgung und Ermordung. Die in Speyer verbliebenen Juden wurden im Oktober 1940 infolge der Wagner-Bürckel-Aktion, die Baden und die Saarpfalz betraf, in das französische Internierungslager Camp de Gurs deportiert. Viele starben dort an den katastrophalen Bedingungen. Die bis dahin Überlebenden wurden ab Sommer 1942 in die deutschen Vernichtungslager in Polen deportiert. 1942 wurden die letzten in Worms lebenden Juden deportiert – im Frühjahr in ein Lager nahe Piaski in Polen und im Herbst ins Ghetto Theresienstadt. Rund 460 Wormser Juden wurden ermordet – und mit ihnen die Präsenz der Jüdischen Gemeinde in Worms, die rund 1000 Jahre bestanden hatte, ausgelöscht. Die Mainzer Juden erlitten dasselbe Schicksal. Sie wurden im März und September 1942 sowie im Februar 1943 in deutsche Konzentrations- und Vernichtungslager nach Polen sowie ins Ghetto Theresienstadt deportiert. Insgesamt wurden etwa 1300 bis 1400 Mainzer Juden während der NS-Zeit ermordet. Das Gedenkbuch – Opfer der Verfolgung der Juden unter der nationalsozialistischen Gewaltherrschaft 1933–1945 verzeichnet namentlich 1500 Personen mit dem Wohnort Mainz.

#### Jüdische Gemeinden nach 1945
Nach 1945 lebten nur wenige Juden in den SchUM-Städten – vor allem jene Juden, die mit einem nichtjüdischen Ehepartner verheiratet waren, hatten sich retten können. Hinzu kamen Rückkehrer aus Lagern oder dem Ghetto Theresienstadt. Die Zahl der nach dem Holocaust in Mainz lebenden Juden war mit rund 80 Personen sehr klein. Die Neugründung der Jüdischen Gemeinde war dementsprechend zögerlich und von Unsicherheit gegenüber Nachkriegsdeutschland geprägt. In Worms lebten keine zehn Juden mehr. Bis in die 1990er Jahre stieg die Zahl nur unwesentlich an. Nichtsdestoweniger gab es in Worms bereits ab Ende der 1940er Jahre eine Initiative, um die mittelalterliche Synagoge wiederaufzubauen.
Die erste Initiative dieses Wiederaufbaus geht auf Friedrich Maria Illert, 1934 bis 1958 Direktor der 1934 neu geschaffenen Einrichtung der städtischen Kulturinstitute Worms, zurück. Illert suchte sich gezielt einen jüdischen Fürsprecher dieses Vorhabens – eines Wiederaufbaus der Synagoge – und fand diesen bereits Ende 1945 in Isidor Kiefer (1871–1962). Kiefer, 1933 in die USA ausgewandert, war der letzte Gemeindevorsteher in Worms gewesen. Er hatte 1924 ein Museum in der Synagoge eingerichtet und betonte stets das große jüdische und internationale Interesse an der jüdischen Geschichte von Worms. So war er auch folgerichtig ein starker Verfechter des Wiederaufbaus der Synagoge und unterstrich, dass dies im Interesse der gesamten jüdischen Welt sei. Es war augenscheinlich für Kiefer wie auch für Illert unerheblich, dass in Worms nach dem Holocaust keine jüdische Gemeinde mehr existierte. Gegenstimmen des Wiederaufbaus wurden ignoriert.
Die in Worms geborene und nach 1933 emigrierte Jüdin Carola Kaufmann-Levy schrieb: „Eine Synagoge sollte nur da sein, wo sie ihrem ursprünglichen Zwecke dient und wo 10 Juden sich zum Gebete vereinigen.“ Der Wiederaufbau der Synagoge – auch die Form derselben – wurde kontrovers diskutiert. Prominente Befürworter des Vorhabens wie Bundeskanzler Konrad Adenauer und weitere positive Stimmen aus Denkmalpflege und Politik führten zur  Entscheidung im Jahr 1957 offiziell mit dem Wiederaufbau zu beginnen. So wurde die Synagoge mit Mitteln aus Land und Bund wiederaufgebaut und am 3. Dezember 1961 eröffnet. Unter den Gästen der Feier befand sich auch Vizekanzler Ludwig Erhard. Eigentümer des alt-neuen Gotteshauses wurde die Jüdische Gemeinde Mainz; verwaltet und unterhalten wird das Gebäude bis heute von der Stadt Worms.
Infolge der Einwanderung von Juden aus der ehemaligen Sowjetunion etablierte sich Ende der 1990er Jahre in Worms eine neue jüdische Gemeinde, die organisatorisch zur Gemeinde in Mainz gehört. In der Synagoge finden wieder regelmäßig Gottesdienste statt.
Die Gemeinde in Speyer konnte sich ebenfalls erst nach der Zuwanderung von Juden aus den GUS-Staaten neu etablieren und gehört heute zur Jüdischen Kultusgemeinde der Rheinpfalz. 2011 wurde die Synagoge Beith-Schalom eingeweiht. Sie besteht aus einem Neubau (Architekt: Alfred Jacoby) sowie Teilen der ehemaligen Stiftskirche St. Guido.

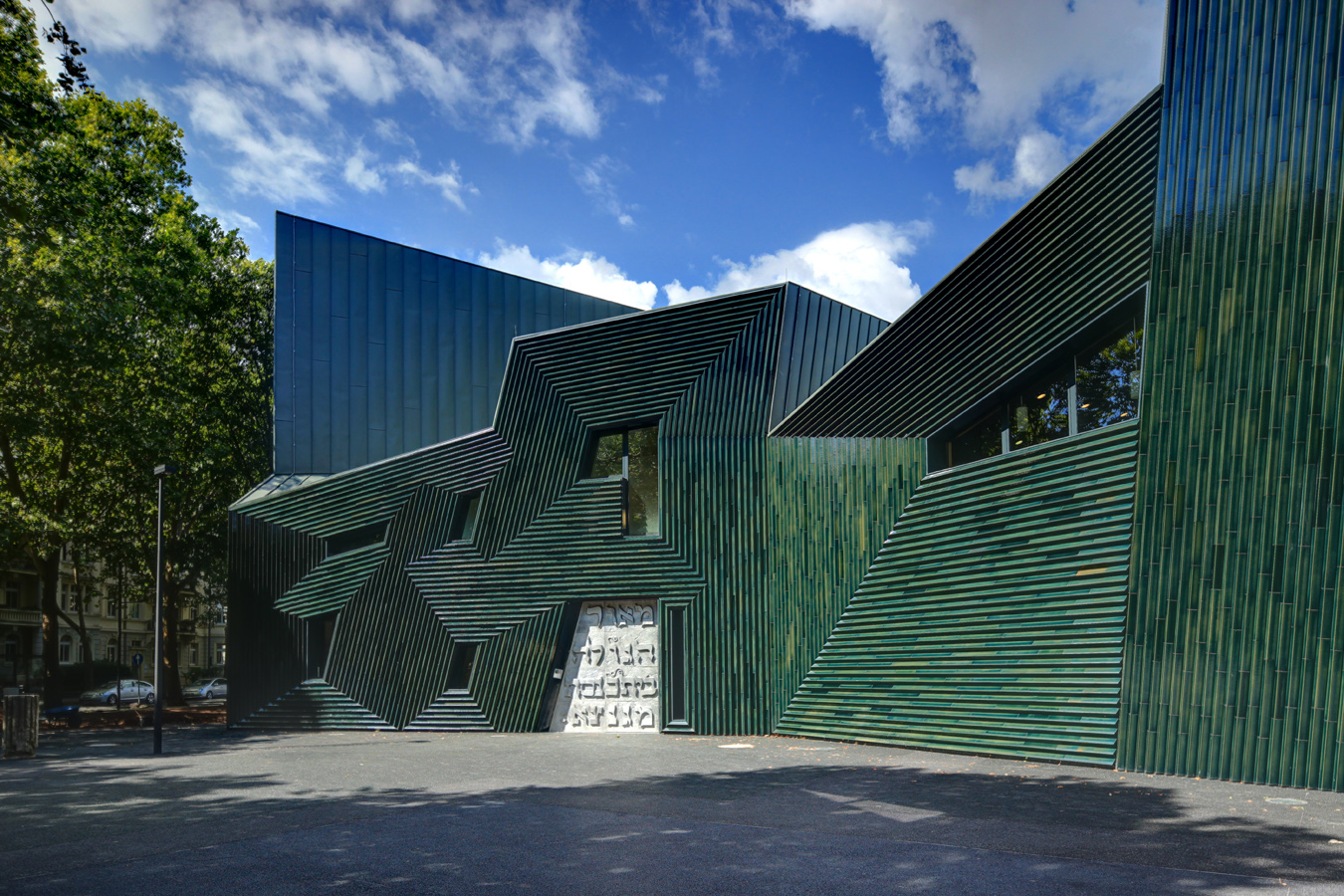
Neue Synagoge Mainz von Architekt Manuel Herz

In Mainz konnte 2010 die Neue Synagoge eingeweiht werden. Sie wurde am gleichen Standort errichtet wie die 1938 zerstörte Synagoge. Der Entwurf des Architekten Manuel Herz betont jedoch nicht die Zerstörung des Vorgängerbaus durch die Nationalsozialisten, sondern die Tradition des Judentums und von SchUM – „Für mich war ausschlaggebend, dass die Stadt Mainz eine signifikante Rolle für das Judentum gespielt hat, insbesondere während des Mittelalters. Von Mainz ausgehend wurde das Judentum erneuert. Der Ablauf des Gottesdienstes, wie er teilweise auch noch heute in der jüdischen Welt abgehalten wird, geht maßgeblich auf Erneuerungen durch Mainzer Rabbiner zurück. Ich fand es viel wichtiger, mich auf den Beitrag, den das jüdische Mainz für das Judentum geleistet hat, zu beziehen als die Vernichtung durch die Nazis als Ausgangspunkt des Entwurfs zu wählen.“ In Mainz lebten 1997 nur 200 Juden, heute ist es eine aktive jüdische Gemeinde von rund 1400 Mitgliedern, zu der auch die in Worms lebenden Juden zählen.

## Kulturdenkmäler
Das imposante und kunstvoll gearbeitete architektonische Erbe in SchUM verweist darauf, dass die SchUM-Gemeinden im Mittelalter ihre herausragende religiöse und kulturelle Stellung auch visuell-architektonisch zum Ausdruck bringen wollten. Die Tatsache, dass dieses erhabene Erbe bis heute erhalten geblieben ist und als UNESCO-Welterbe ausgezeichnet wurde, zeugt von dem Bewusstsein vieler Generationen über die Bedeutung von SchUM.

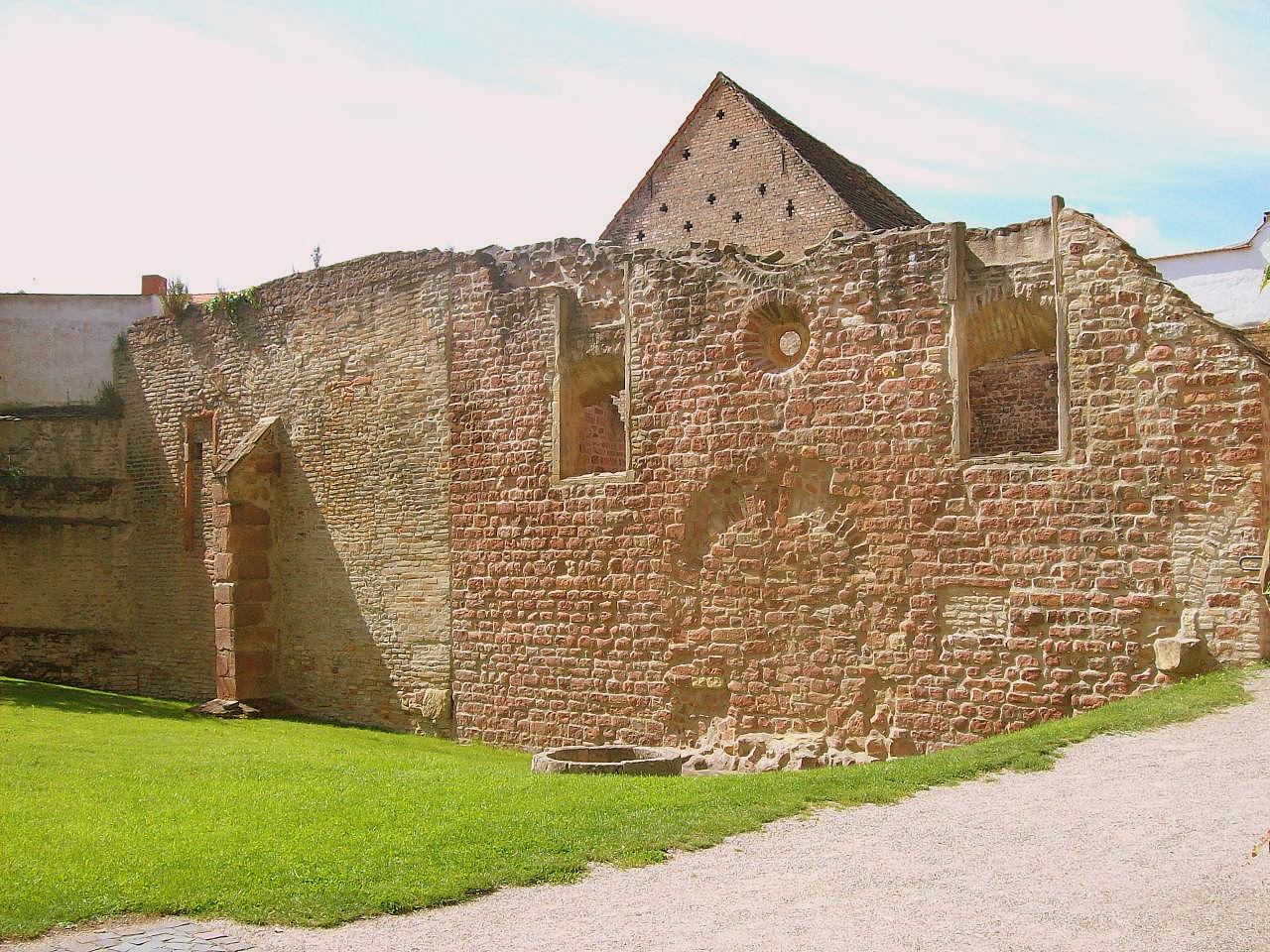
Speyer Judenhof, Außenwand

### Speyer

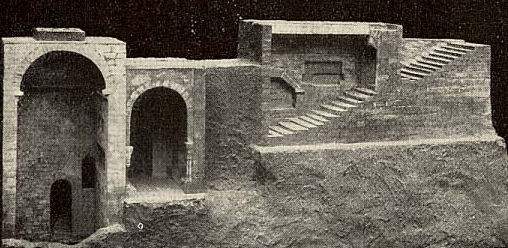
Modell der Monumentalmikwe in Speyer

In Speyer bildet das Ensemble Gemeindezentrum Judenhof das architektonische Erbe des Mittelalters. Zu ihm gehört die älteste erhaltene Monumentalmikwe Europas – ein Bau, von dem 1920 gesagt wurde, es sei „ein Kulturdenkmal, wie es in seiner Art keine Stadt in Deutschland aufweisen kann.“ Sie war typbildend für andere Bauwerke dieser Art, etwa die Mikwe in Worms. Weiterhin finden sich auf dem Gelände aufragende Mauerreste der Synagoge und Frauenschul sowie unterirdische Reste des Synagogenhofes und einer Jeschiwa, die beide als Bodendenkmal anerkannt sind.
Der mittelalterliche Friedhof der jüdischen Gemeinde Speyer ist nicht erhalten geblieben. Er befand sich in Altspeyer nördlich des Stadtzentrums, wo das Gelände den Juden von Bischof Rüdiger übereignet worden war. Während des Pestpogroms 1349 wurde der Friedhof geplündert und (laut einer späteren Chronik) vier Jahre später umgepflügt. Heute sind einige der ca. 50 erhaltenen Grabsteine aus dem Zeitraum zwischen 1144/1145 und 1407 im Museum Schpira ausgestellt. Weitere Grabsteine befinden sich im Depot des Historischen Museums der Pfalz.

### Worms

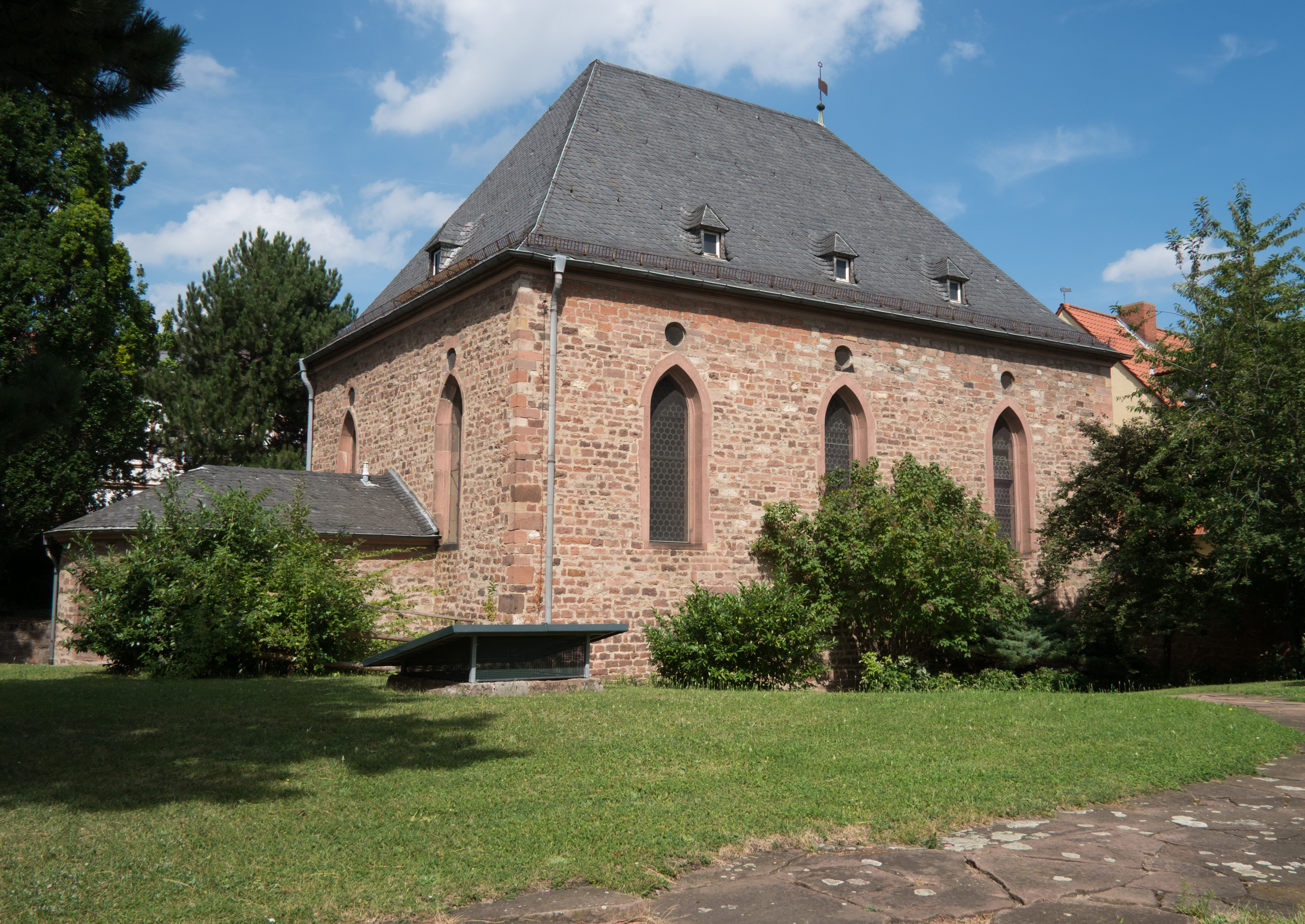
Synagoge in Worms, Männerbau

Das einstige Wormser Judenviertel, in dem sich – vom Friedhof abgesehen – das architektonische Erbe aus der Blütezeit von SchUM befindet, weist seit dem Mittelalter eine wenig veränderte Topografie auf, v. a. mit Blick auf die Judengasse. Stadtmauerreste, Tore in dieser prächtigen Mauer und die Wiederbebauung der Judengasse entlang des Originalstraßenverlaufs ab den 1960er Jahren machen die ursprüngliche Bebauung und Topografie erfahrbar.
Die Wormser Synagoge war wiederholten Zerstörungen ausgesetzt, wurde jedoch von der jüdischen Gemeinde immer wieder aufgebaut. Dabei wurden architektonische Elemente modernisiert und dem herrschenden Zeitgeist angepasst.

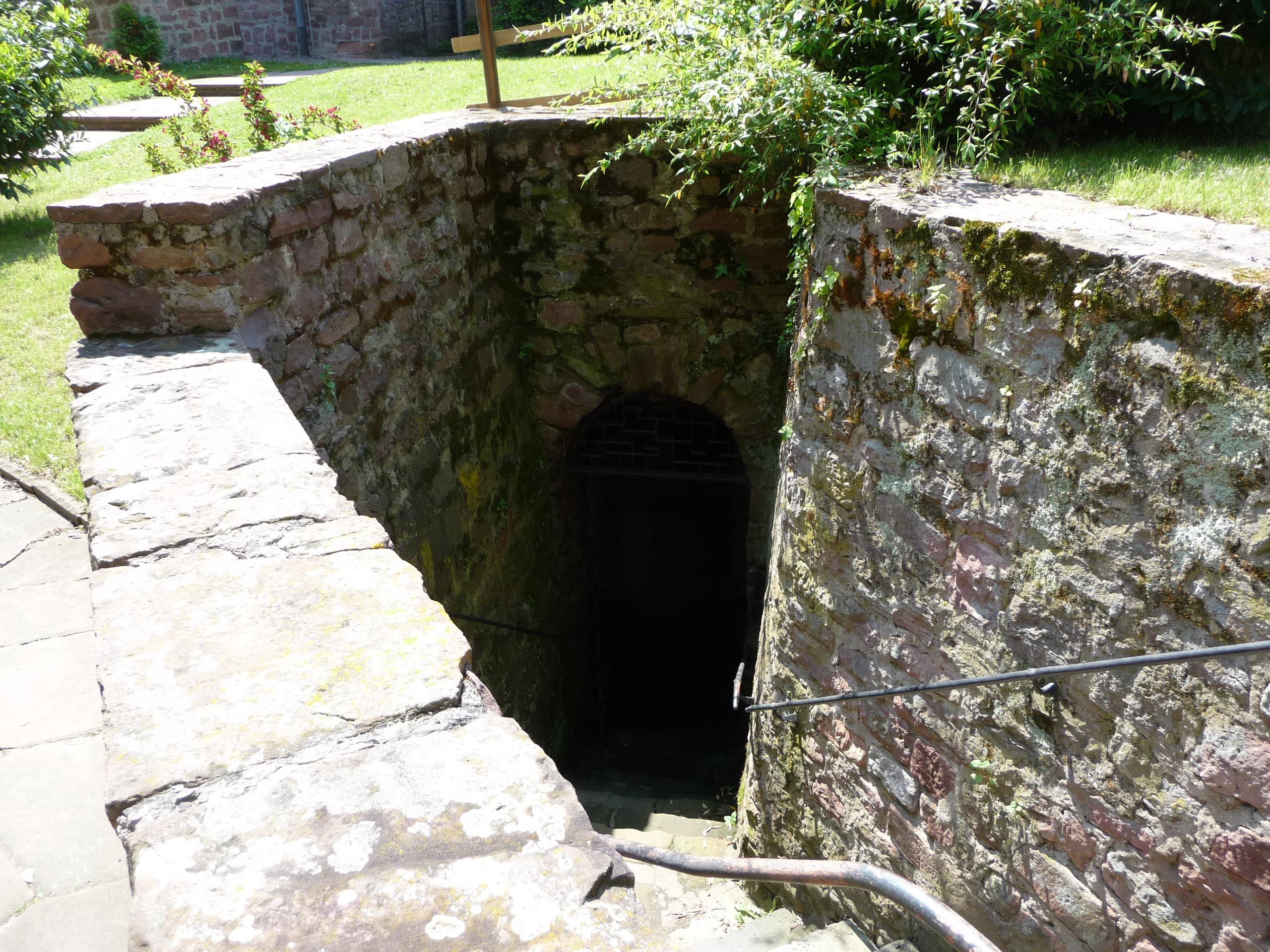
Mikwe Worms

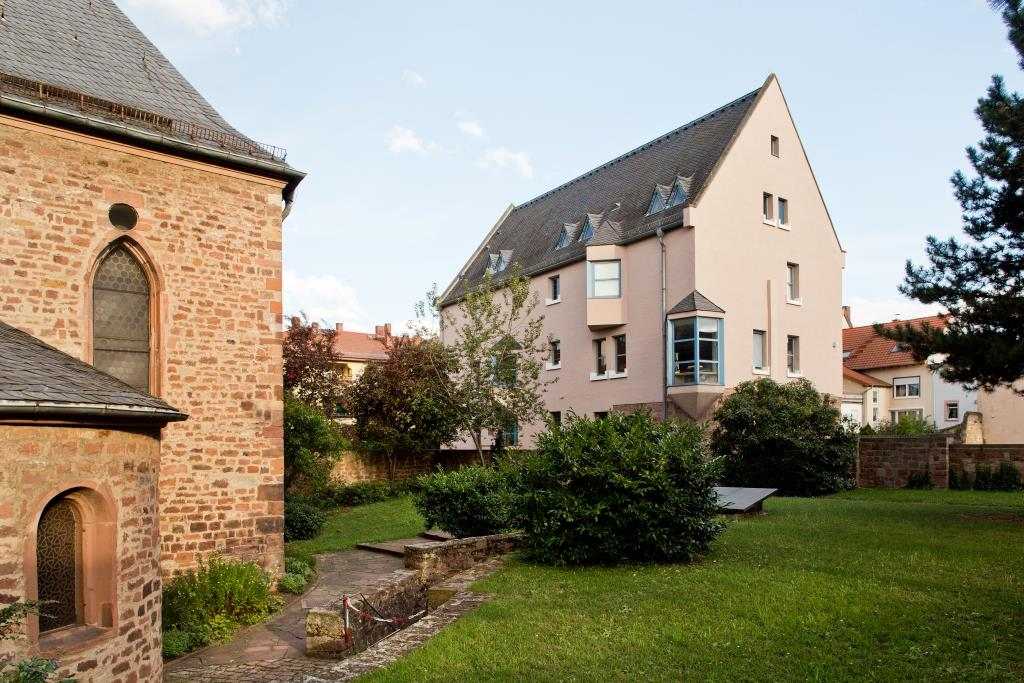
Raschi-Haus Worms

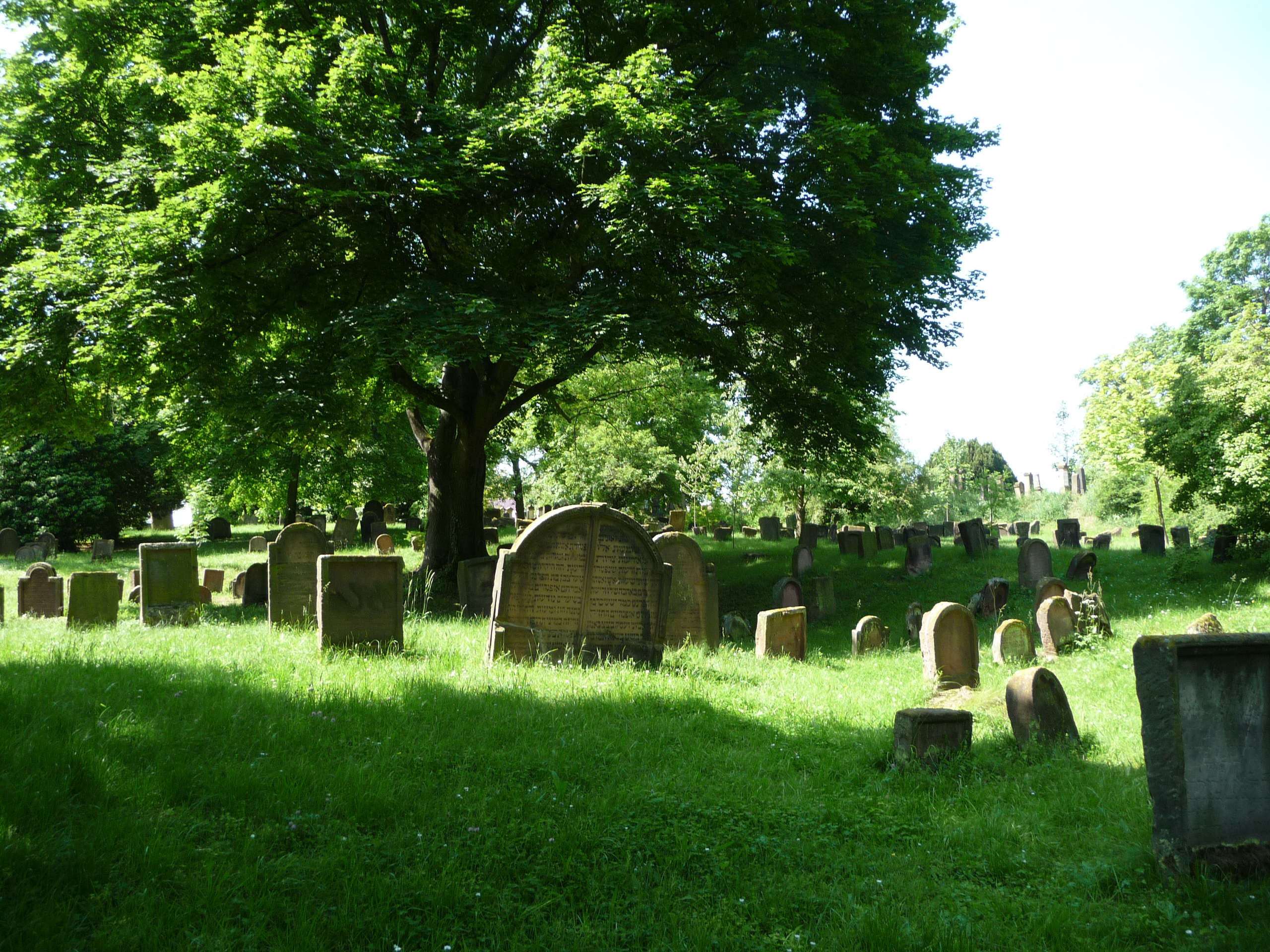
Heiliger Sand Worms

Einige Schritte südwestlich der Synagoge befindet sich die Wormser Mikwe. Sie wurde 1185/86 erbaut. Ihr Vorbild ist die Monumentalmikwe in Speyer.
Ebenfalls zum Wormser Synagogenbezirk gehört das Raschi-Haus, ein Neubau aus den 1980er Jahren, in dessen Keller und Erdgeschoss Mauerwerk des mittelalterlichen Gemeindehauses erhalten ist.
Vor der hochmittelalterlichen Stadtbefestigung, aber noch innerhalb des späteren, zweiten Mauerrings, liegt der historische jüdische Friedhof von Worms. Er ist der älteste erhaltene jüdische Friedhof Europas. Die ältesten erhaltenen Inschriften stammen aus der Mitte des 11. Jahrhunderts.

### Mainz

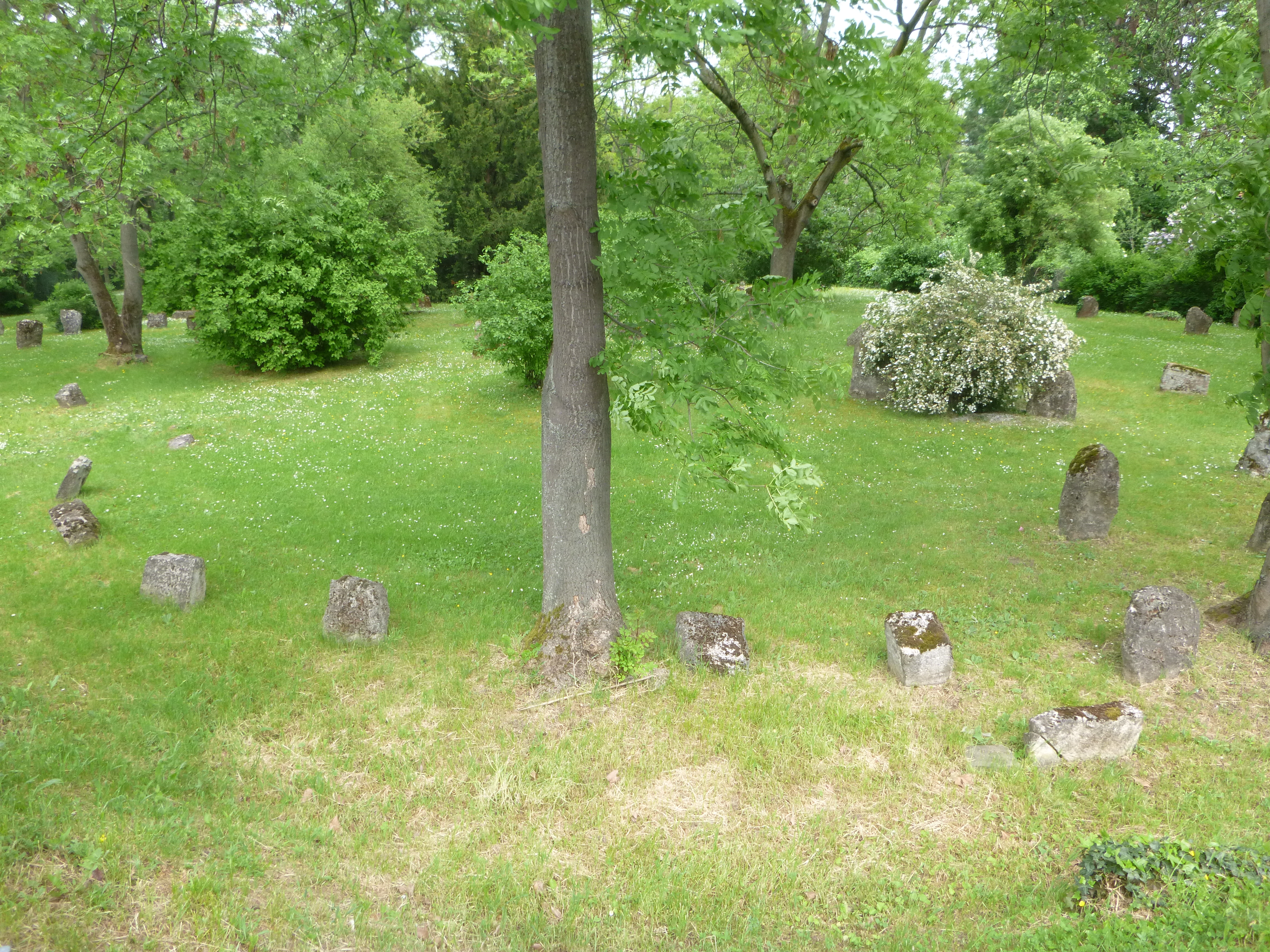
Denkmalfriedhof auf dem jüdischen Friedhof Judensand in Mainz

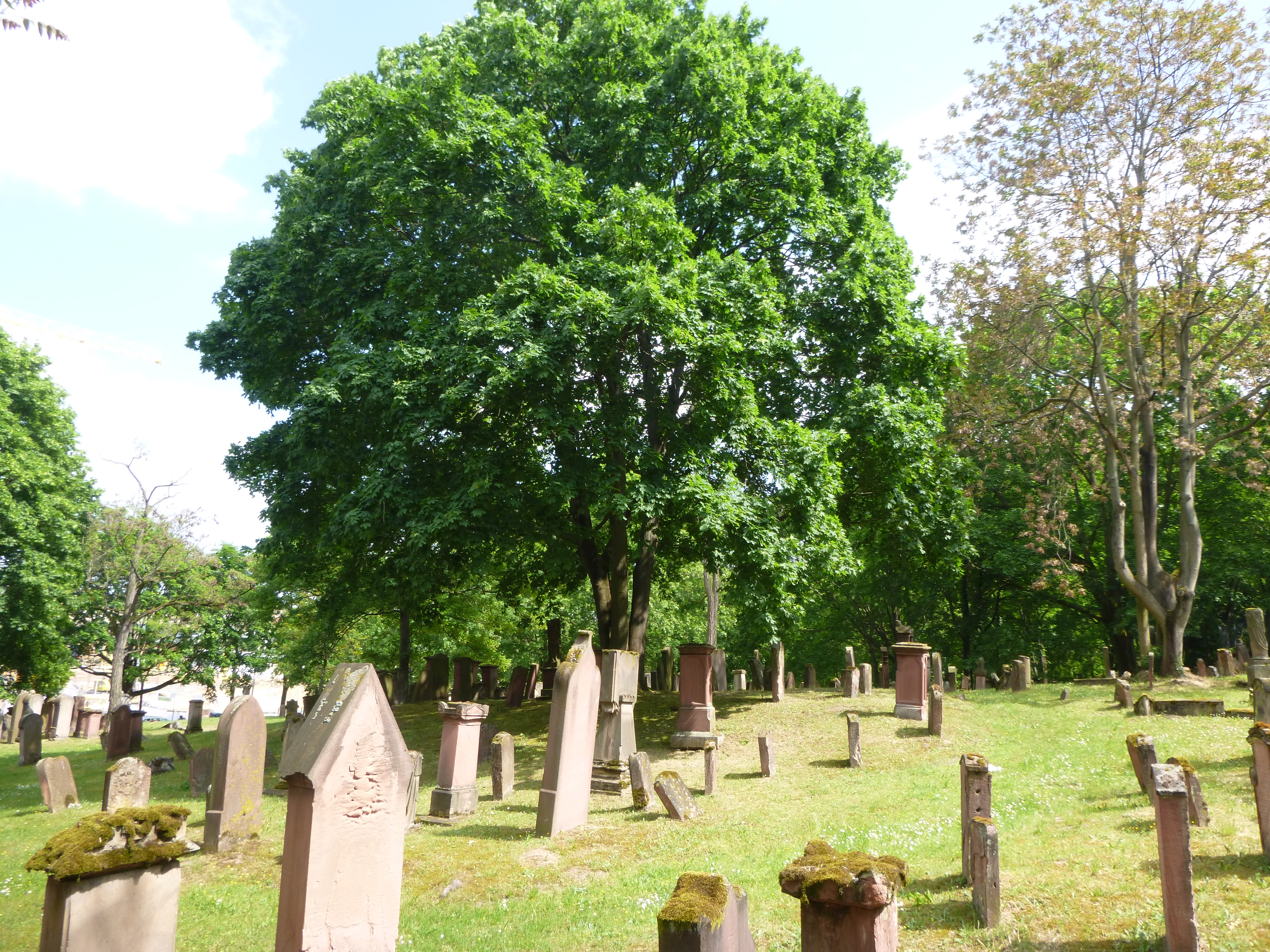
Judensand Mainz

Mainz gilt als Muttergemeinde von SchUM. In einer hebräischen Chronik des 12. Jahrhunderts heißt es: „Unsere Mutterstadt, der Ort unserer Väter. Die uralte Gemeinde, die hochgelobte unter allen Gemeinden des Reiches.“ Bereits im 11. Jahrhundert entwickelte sich Magenza zum Mittelpunkt jüdischen Lebens am Rhein und zum Ausgangspunkt jüdischer Gelehrsamkeit für einen großen Umkreis. Zahlreiche Gelehrte wirkten in Mainz und trugen zum Ansehen von SchUM bei. Zu ihnen gehörten Rabbenu Gerschom ben Jehuda, genannt „Leuchte des Exils“ (geb. um 960, gest. 1028 oder 1040 in Mainz), Kalonymos ben Meschullam (gest. 1096), Elieser ben Nathan (geb. 1090, gest. 1170) und der erwähnte Jakob ben Moses haLevi (gest. 1427).
In Mainz ist aus dieser Blütezeit der Gelehrten und des Lehrens das Gelände des mittelalterlichen jüdischen Friedhofs an der Mombacher Straße erhalten geblieben. Der Friedhof „auf dem Judensand“ wurde spätestens im 11. Jahrhundert angelegt und bis zur Vertreibung der Juden aus Mainz 1438 von der jüdischen Gemeinde der Stadt und auch des Umlandes genutzt.

## Bedeutung
SchUM gilt als die Wiege des aschkenasischen Judentums. Dies bezeugt bereits eine Überlieferung aus dem 13. Jahrhundert: „Wie sehr gehören unsere Lehrer in Mainz, in Worms und in Speyer zu den gelehrtesten der Gelehrten, zu den Heiligen des Höchsten … von dort geht die Lehre aus für ganz Israel […] Seit dem Tage ihrer Gründung richteten sich alle Gemeinden nach ihnen, am Rhein und im ganzen Land Aschkenas.“ An den Schriften der Gelehrten aus SchUM orientierten sich Juden in ganz Mitteleuropa – bereits während des Mittelalters und teilweise noch heute. Im heutigen Judentum ist SchUM noch immer präsent: als Mythos, als Bezeichnung, als Ort der Gelehrsamkeit und Wirkungsstätte Raschis, als ideale jüdische Orte, und in seiner nachhaltigen Präsenz im gelebten Judentum.
Die eindrucksvollen Monumente in den SchUM-Städten erinnern an die Blütezeit des aschkenasischen Judentums am Mittel- und Oberrhein. Bereits im Mittelalter wurde die Architektur in Speyer, Worms und Mainz zum Vorbild für andere europäische jüdische Gemeinden. Die in Worms erstmals bezeugte zweischiffige Einwölbung wurde zum Vorbild für den Synagogenbau in Regensburg (1210/1220), Prag (1260er), Wien (1294) und Nürnberg (1296).
Der jüdische Friedhof Heiliger Sand in Worms ist der älteste Friedhof Europas. Auf ihm liegen zahlreiche Gelehrte des aschkenasischen Judentums begraben, die bis heute hohe Bedeutung für die jüdische Lebenswelt besitzen.
Nicht nur das materielle Erbe der SchUM-Gemeinden ist von herausragender Bedeutung. Auch das immaterielle Erbe von SchUM hat einen großen Stellenwert in der jüdischen Tradition. So wurde der hohe Rang der SchUM-Gemeinden im Mittelalter sogar von christlichen Zeitgenossen anerkannt. Die Takkanot-SchUM gelten bis heute als Ergebnis eines besonderen Zusammenschlusses, das weit über die Einflusssphäre der SchUM-Städte hinausging. Dass die Leitlinien der Rechtsprechung in anderen jüdischen Gemeinden Beachtung fanden und rezitiert wurden, ist insofern bedeutend, da seit dem 11. Jahrhundert die „allgemeine Regel“ galt, dass alle jüdischen Gemeinden souverän handeln und keine der anderen ihre Vorschriften aufzwingen kann. Doch immer wieder wandten sich Mitglieder anderer Gemeinden in schwierigen Streitfragen an die Rabbiner der SchUM-Gemeinden, um Rat zu erbitten.
Der mittelalterliche aschkenasische Chassidismus hatte in den Angehörigen der Kalonymiden-Familie in Speyer, Regensburg und Worms seine wichtigsten Vertreter. Dieser war keine philosophische oder theologische Lehre, sondern eine mystische Strömung, deren religiöse Praxis sich insbesondere im Gebet als spiritueller Praxis äußerte. Der aschkenasische Chassidismus entstand vor dem Hintergrund der Kreuzzüge und der Verfolgung von Juden im 12. und 13. Jahrhundert. Die Chassiden versuchten unter dem Eindruck der Gräueltaten der christlichen Umwelt an jüdischen Gemeinden dem Erlebten spirituell zu begegnen und entwickelten beispielsweise besondere Formen von Askese und Verzicht. Als moralisierende Gruppe versuchten diese Chassiden zudem häufig geistige Anführer im Sinne ihrer Ziele zu sein und gerieten dadurch vielfach in Konflikt mit örtlichen Rabbinern.

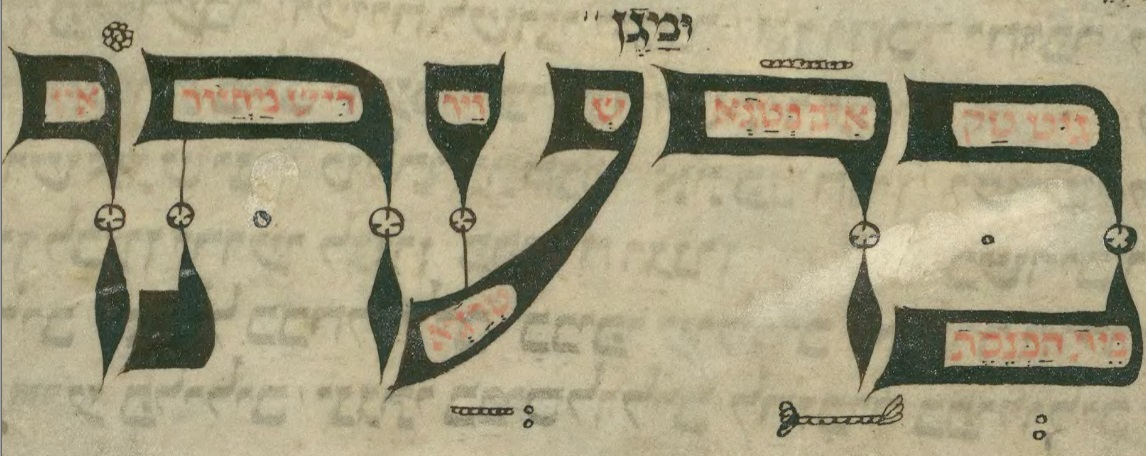
Illustration im Wormser Machsor

Die Pijjut-Literatur (Feiertags-Dichtungen) ist weiterer Bestandteil des immateriellen Erbes in SchUM. Vor allem Dichter der Gemeinden Mainz (Mose ben Kalonymus, Meschullam ben Kalonymus, Simon ben Isaak) und Worms (Meir ben Isaak, Eleasar ben Jehuda) schufen bedeutende Beiträge zu dieser in Palästina und Süditalien entstandenen Tradition. Von SchUM ausgehend, sind diese aschkenasischen liturgischen Dichtungen vor allem bekannt für ihre Klagelieder und Festtagsdichtungen zu den hohen Feiertagen. Die Sprache der Pijutim war zunächst streng biblisch und talmudisch, später entwickelten sich jedoch Sprach- und Stileigenheiten, in deren Folge sogar Kommentare zu den Pijutim verfasst wurden.
In der Synagoge in Mogilev (heute: Belarus) gab es inmitten prächtiger Ausmalungen der aus Holz errichteten Synagoge einst eine Darstellung der Wormser Synagoge. Die Deckenmalerei wurde, als Mogilev zu Polen gehörte, um 1700 von Chajim ben Isaak Eisik Segal geschaffen und soll an das mittelalterliche Worms erinnern. Dies bezeugt, wie weit der Ruf von SchUM ausstrahlte, welches Ansehen das jüdische Worms und damit SchUM auch nach dem Mittelalter im europäischen Judentum besaß. Die Synagoge wurde 1941 durch die deutschen Besatzer zerstört. Die Deckenmalereien überlieferten sich durch einen Film und in Kopien aus dem frühen 20. Jahrhundert.

## Monumente in der Öffentlichkeit
In allen drei Städten liegen die Areale, auf denen die SchUM-Monumente stehen, in Denkmalschutzzonen und werden beispielsweise durch weitere Instrumentarien des Baurechts geschützt.
In Speyer ist der Judenhof mit den Überresten der Synagoge und der intakten, musealisierten Mikwe für Touristen zugänglich. Eigentümerin ist die Stadt, getragen wird das Gelände vom Verkehrsverein Speyer. Im Eingangsbereich liegt das 2010 eröffnete Museum SchPIRA, in dem Exponate zum jüdischen Speyer des Mittelalters gezeigt werden. Hierzu zählen beispielsweise originale Fenster, Kapitelle und andere architektonische Überreste der Synagoge sowie Grabsteine und auch der 1969 aufgefundene Silberschatz von Lingenfeld. Die Mikwe wurde im Jahr 1999 mit einer Glaskonstruktion überdacht, damit sie vor Witterungseinflüssen geschützt ist. 1965 bis 1968, 1997/98 und 2000/01 wurden auf dem Gelände Judenhof archäologische Grabungen durchgeführt, die stets neue Funde sowie Informationen zu Bauphasen hervorbrachten. Der vom Verkehrsverein Speyer betreute Judenhof ist Ziel zahlreicher Besucher. Es werden spezielle Führungen zum Thema „Jüdisches Speyer“ angeboten. Im Jahr 2017 waren dies 58, jedoch verlaufen auch fast alle regulären Stadtführungen über den Judenhof. Im gleichen Jahr besichtigten 18.513 Individual-Touristen sowie weitere rund 40.000 Touristen als Teil einer Stadtführung den Judenhof.
In Worms liegen die SchUM zugehörigen Monumente, deren Inhaber die Jüdische Gemeinde Mainz ist, an zwei unterschiedlichen Orten der Stadt: im Synagogenbezirk südlich der Judengasse innerhalb des Innenstadtkerns und auf dem Areal des jüdischen Friedhofs, ca. 1000 Meter von der Judengasse entfernt.
Der Synagogenbezirk mit Mikwe erhielt bei der Wiedergewinnung in den 1950er und 1960er Jahren sein heutiges Aussehen. 1982 wurde ein Neubau auf der Kubatur des ehemaligen jüdischen Versammlungshauses im Bereich der Hinteren Judengasse eröffnet. Das Versammlungshaus aus dem Mittelalter war ein multifunktionales Gemeindegebäude gewesen: es wurde für Hochzeiten, als Tanzhaus, Altersheim, Nebensynagoge und Unterkunft für Auswärtige vom 13. bis ins 20. Jahrhundert genutzt, Kellermauern und Putzreste aus dem 13. und 14. Jahrhundert sind erhalten. Nach den Deportationen während der NS-Zeit verfiel das Gebäude langsam, wurde als Obdachlosenheim benutzt und schließlich Ende der 1970er abgerissen.
Unter dem Namen Raschi-Haus beherbergt der Neubau heute das Stadtarchiv Worms sowie das Jüdische Museum. Im Keller des Raschi-Hauses hat sich eine der oben erwähnten Mauern aus dem Mittelalter erhalten, die in die Zeit der einstigen SchUM-Gemeinden zu datieren ist. Die erhaltenen Reste dieses Gebäudes wurden unter Schutz gestellt und in den Antrag auf Aufnahme als UNESCO-Welterbe integriert.
Die Mikwe in Worms ist seit November 2016 für Besucher gesperrt, da Bauforschungen sowie Restaurierungs- und Erhaltungsmaßnahmen notwendig geworden sind. Die Synagoge wurde 2017 von 28.171 Personen besucht.
Der Friedhof Heiliger Sand liegt außerhalb der ehemaligen Stadtmauern, ist von der Synagoge aus in rund 15 Minuten Fußweg zu erreichen und wurde 2017 von etwa 40.000 Personen besucht. Darunter befinden sich sowohl Kulturtouristen, die Worms als Stadt mitsamt den SchUM-Monumenten entdecken, als auch jüdische Besucher, die gezielt zum Heiligen Sand kommen. Pflege- und Instandsetzungsmaßnahmen an Grabsteinen auf dem Heiligen Sand werden mit Unterstützung von Warmaisa e. V. und dem Altertumsverein Worms durchgeführt. Die Arbeiten geschehen jedoch nur nach jeweiliger Zustimmung der Denkmalpflege und in Absprache mit der zuständigen Inhaberin des Friedhofs, der Jüdischen Gemeinde in Mainz.
In Mainz liegt das Areal des Denkmalfriedhofs auf dem Judensand, dessen Eigentümerin die Jüdische Gemeinde Mainz ist, nordwestlich des Hauptbahnhofes an der Mombacherstraße. Für Besucher ist der Friedhof nicht öffentlich zugänglich. Da der Denkmalfriedhof in seiner jetzigen Form erst 1926 auf einem Teil des mittelalterlichen Begräbnisareals angelegt wurde, befinden sich auf dem gesamten Gelände Gräber, auch wenn sie nicht sichtbar sind. Um zu vermeiden, dass Personen über diese Gräber laufen, kann halachisch keine allgemeine Zugänglichkeit erlaubt werden. Im Zuge des UNESCO-Weltkulturerbe-Antrages wird es in den nächsten Jahren einen Gestaltungswettbewerb geben, zu dem auch die Planung eines Besucherzentrums gehört, das den Denkmalfriedhof virtuell für Besucher zugänglich machen soll.
Zur Förderung der Bekanntheit der SchUM-Städte wird seit 2018 schulische und außerschulische pädagogische Arbeit unterstützt. Dazu gibt es Vortragsreihen, Filmaufführungen und Lesungen, Informationstafeln und -stelen, es werden Apps zum Thema SchUM entwickelt. Weiterhin wurde im Jahr 2017 ein Imagefilm in deutscher und englischer Sprache vorgestellt.

## Denkmalschutz
Das kulturelle Erbe der SchUM-Städte ist durch das rheinland-pfälzische Denkmalschutzgesetz (DSchG) geschützt.
In Speyer ist der Judenhof mit den Überresten der Synagoge als Denkmalzone „Judenbad und Judenhof“ als bauliche Gesamtanlage, § 5, Abs. 2 DSchG geschützt und im nachrichtlichen Verzeichnis wie folgt eingetragen: „Männersynagoge um 1100, Teile der Ost- und Westwand, Kleinquadermauerwerk; Frauensynagoge 1354, Ost- und Westwand, Ziegelmauerwerk; 1689 zerstört, 1965–1968 umfangreiche Grabungen; unterirdisches Ritualbad, um oder bald nach 1100“. Zudem ist die Mikwe als Einzeldenkmal/Kulturdenkmal nach § 3 DSchG geschützt.
Die Wormser Synagoge, die Mikwe sowie das Raschi-Haus sind ebenfalls Teil einer Denkmalzone: „größter Teil des ehem. Wormser Judenviertels; mittelalterliche Keller, weitgehend ab 2. Hälfte 14. Jh; nach Pfalzverwüstung 1689 weitgehender barocker Wiederaufbau, 18. Jh., tlw. ältere Substanz, nach Zerstörungen 1945, tlw. Wiederaufbau im Stil der 1950er Jahre, seit 1970er Jahren Ergänzungen durch angepasste Neubauten; bauliche Gesamtanlage“. Innerhalb der Denkmalzone sind sowohl die Synagoge mit Mikwe als auch das Raschi-Haus als Einzeldenkmal/ Kulturdenkmal nach § 3 DSchG geschützt.
Der jüdische Friedhof „Heiliger Sand“ in Worms ist als Denkmalzone „Alter jüdischer Friedhof“ (historische Park-, Garten- und Friedhofsanlage § 5, Abs. 5 DSchG) geschützt und im nachrichtlichen Verzeichnis wie folgt eingetragen: „ältester erhaltener jüdischer Friedhof in Europa mit über 2000 in situ aufrecht stehenden Grabsteinen; das 16.127 m² große Areal wohl schon in der 1. Hälfte des 11. Jh. angelegt, um 1260 erweitert, Grabsteine ab 1076, spätmittelalterlich, frühneuzeitlich, 18., 19. Jh. bis 1930er Jahre.“
Der alte jüdische Friedhof in Mainz einschließlich des Denkmalfriedhofs ist als Denkmalzone „Mombacher Straße Alter Judenfriedhof“ (historische Park-, Garten- und Friedhofsanlage, § 5, Abs. 5 DSchG) geschützt: „am Platz eines vom 1.-4. Jh. belegten römischen Friedhofs, jüdische Gemeinde in Mainz seit dem 10. Jh. belegt, der Friedhof seit dem 13. Jh., dieser nach Vertreibungen und Zerstörungen seit 1583 wieder im Besitz der jüdischen Gemeinde, 1880 geschlossen; weit über 1000 Grabsteine, 1700–1880, überwiegend Rot- oder Gelbsandstein, im 19. Jh. aufwendiger, meist klassizistisch; ‚Denkmalfriedhof‘, 1926 angelegt auf der Erweiterung von 1862 mit 187 mittelalterlichen Grabsteinen, meist Muschelkalk, 1049–1420“.

## UNESCO-Welterbe

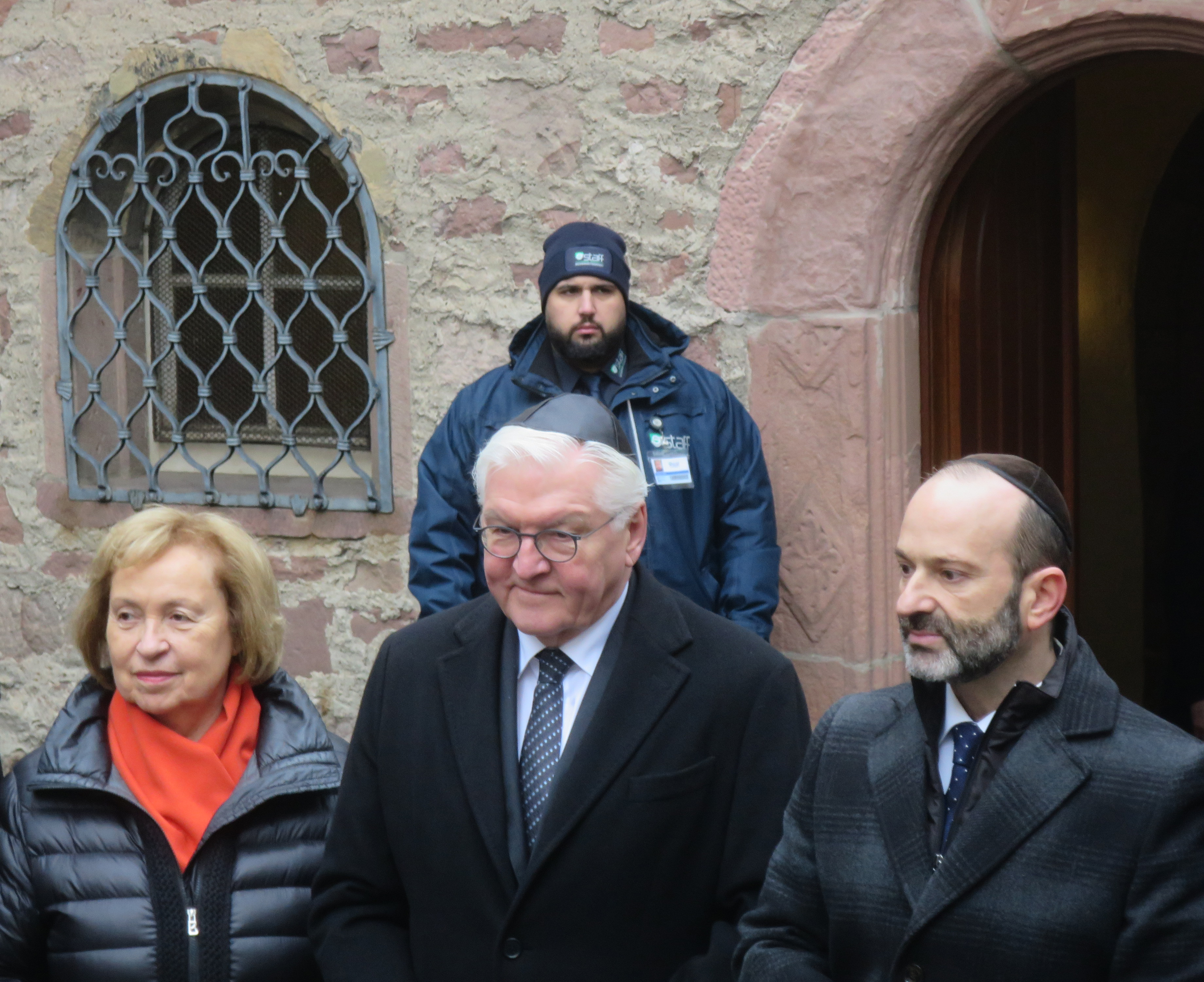
Anlässlich der Übergabe der Welterbe-Urkunde besuchte Bundespräsident Frank-Walter Steinmeier auch Worms. Links: Maria Böhmer, Präsidentin der Deutschen UNESCO-Kommission, rechts: Rabbi Aharon Ran Vernikovski vor der Synagoge Worms

2004 kamen der Wormser Oberbürgermeister gemeinsam mit der Jüdischen Gemeinde Mainz und dem Verein Warmaisa überein, dem Land Rheinland-Pfalz vorzuschlagen, die mittelalterlichen Monumente der SchUM-Städte als UNESCO-Welterbe zu bewerben. 2006 war dieses Ziel bereits Bestandteil der Regierungserklärung des damaligen Ministerpräsidenten von Rheinland-Pfalz, Kurt Beck, und wird seitdem in jedem weiteren Regierungsprogramm wiederholt. 2012 stellte das Land Rheinland-Pfalz bei der Ständigen Konferenz der Kultusminister (KMK) den ersten Antrag zur Aufnahme in die deutsche Tentativliste. 2014 wurde dem Antrag entsprochen, worauf die KMK die Liste an die UNESCO übermittelte. Im selben Jahr wurde zur Koordinationsarbeit der SchUM-Städte e. V. gegründet, der einen Managementplan für das Welterbe entwickelt. Am 23. Januar 2020 wurden die Antragsunterlagen der UNESCO überreicht.
Federführend bei dieser UNESCO-Bewerbung ist das Land Rheinland-Pfalz, vertreten durch das Ministerium für Wissenschaft, Weiterbildung und Kultur (MWWK), sowie in zweiter Linie die Generaldirektion Kulturelles Erbe Rheinland-Pfalz (GDKE) und die mit dem Ministerium kooperierenden Wissenschaftler der Universitäten Trier, Heidelberg, Mainz und Essen, die Städte Speyer, Worms und Mainz mit ihren obersten Repräsentanten, Fachämtern und Verwaltungen, die Jüdische Gemeinde Mainz als Inhaberin der Monumente in Worms und Mainz, die Jüdische Kultusgemeinde der Rheinpfalz sowie der Landesverband der Jüdischen Gemeinden von Rheinland-Pfalz, sowie nicht zuletzt dem SchUM-Städte e. V. Weitere universitäre und außeruniversitäre Institute werden zu Unterstützung und wissenschaftlicher Beratung herangezogen.
All diese Akteure organisieren sich in fachspezifischen Arbeitsgruppen und erarbeiten Themen wie die Überwachung des Erhaltungszustandes durch ein Monitoring-System, gemeinsame Vermarktung durch ein städteübergreifendes Tourismuskonzept oder eine Besucherlenkung, die Einplanung der von der UNESCO geforderten Besucherzentren an den Welterbestätten oder sicherheitstechnische Anforderungen.
Am 27. Juli 2021 entschied die zuständige Kommission der UNESCO, die SchUM-Stätten auf die Liste der Welterbestätten zu setzen. Sie sind die 50. Welterbestätte in Deutschland. Zum ersten Mal zeichnete die UNESCO damit jüdisches Kulturgut in Deutschland als Welterbe aus. Neben dem jüdischen Viertel in Třebíč sind sie die einzige jüdische Kulturstätte außerhalb Israels auf der Liste des UNESCO-Welterbes.

## Filme
- Die Juden im europäischen Mittelalter. Dokumentarfilm, Frankreich, 2007, 55 min, Buch und Regie: Vincent Froehly, Produktion: Arte France, Erstsendung: 8. Februar 2008 bei arte, Inhaltsangabe von arte, (Memento vom 14. März 2009 im Internet Archive).
- Verschiedene Filme zu SchUM, u. a. SchUM-Städte am Rhein – Jüdisches Erbe für die Welt. Imagefilm zur UNESCO-Bewerbung, Deutschland 2017, 11:15 min, Produktion: SchUM-Städte e. V., Internetpublikation: YouTube-Kanal des SchUM-Städte e. V., SchUM-Städte e. V. Speyer, Worms, Mainz auf YouTube, abgerufen am 14. September 2022 (Videosammlung).